# Catharosia nebulosa
Catharosia nebulosa är en tvåvingeart som först beskrevs av Daniel William Coquillett 1897.  Catharosia nebulosa ingår i släktet Catharosia och familjen parasitflugor. Inga underarter finns listade i Catalogue of Life.